# Hrvatsko proljeće Središnje Bosne
Hrvatsko proljeće Središnje Bosne je kulturna manifestacija bosanskohercegovačkih Hrvata.
Inicijatorice i kreatorice Irena Mrnjavac i Gloria Lujanović ovu su manifestaciju pokrenule 2014. godine kao odgovor na lažne demonstracije, nasilje i palež institucija BiH., a održana je u deset općina Županije Središnja Bosna (Bugojno, Busovača, Fojnica, Jajce, Kiseljak, Kreševo, Novi Travnik, Travnik, Uskoplje i Vitez). Sljedeće godine manifestacija prelazi županijske granice te se održava i u Žepču, od 2016. godine i u Tomislavgradu, a 2017. i u Dobretićima, Usori i Zenici. Godine 2018. održano je u Vitezu, Busovači, Novom Travniku, Travniku, Kiseljaku, Kreševu, Fojnici, Jajcu, Dobretićima, Uskoplju, Bugojnu, Varešu, Kaknju, Zenici, Žepču i Usoru. Prvi put 2019. godine održava se i u Sarajevu.
Na prva tri Hrvatska proljeća organizirano je 38 različitih kulturnih događaja s više od 300 sudionika. Tijekom trajanja Hrvatskog proljeća održavaju se kazališne predstave, koncerti, filmske projekcije, književne večeri, likovne izložbe, promocije knjiga i dr.
Organizator Hrvatskog proljeća Središnje Bosne je Mladež ŽO ŽSB HDZ BiH.

## Program

### 2014.
(nepotpun popis)
- 24. 5., Novi Travnik - Portreti slavnih Hrvatica, izložba crteža Anđele Banović i scensko čitanje dokumentarne drame 7
- 25. 5., Kreševo - Šuti i trpi, ili kako hoćete, predstava GKM Vitez
- 26. 5., Kiseljak - Andrić, Krleža i bosanski krstjani, znanstveni skup
- 29. 5., Fojnica - izložba fotografija Davida Kraljevića i Nikole Franjića
- 31. 5., Jajce - književna večer s Anitom Martinac
- 4. 6., Travnik - Sve moje je iz Bosne, scensko-poetski kolaž
- 8. 6., Busovača - Treći entitet, da ili ne?, javna tribina s Marin Topić, Ivanom Šušnjarom i Tvrtkom Milovićem
- 14. 6., Vitez - izložba crteža Ive Pezić i Svijest nikad ne umire, književna večer
- 17. 6., Kiseljak - Kajališni sat, predstava HNK Mostar
- 18. 6., Jajce - Bal lopova, predstava GKM Vitez
- 20. 6., Uskoplje - koncert, etno skupina Čuvarice, mješoviti zbor Lampoši i ženski zbor Stari hrast[7]
- 28. 6., Busovača -  Otirač, predstava Ive Krešića[7]

### 2015.
- 22. 3., Kreševo - Kajališni sat, predstava HNK Mostar
- 27. 3., Žepče - promocija knjige, Miroslav Tuđman
- 28. 3., Bugojno - promocija knjige, Miroslav Tuđman
- 29. 3., Uskoplje - Uzdol 41, projekcija filma
- 10. 4., Žepče - Šmizle, predstava GKM Vitez
- 11. 4., Rankovići, Novi Travnik - Globalna silikonizacija, likovna izložba Tomislava Zovke
- 12. 4., Vitez - koncert, klapa Trebižat
- 17. 4., Jajce - Nepogodan za sva vremena, projekcija filma
- 18. 4., Fojnica - Ženski razgovori, predstava HKC Nova Bila
- 19. 4., Novi Travnik - Cosa nostra, predstava
- 24. 4., Busovača - koncert, Viteški akrodi
- 25. 4., Travnik - koncert, komorni zbor Banjalučanke[8]

### 2016.
- 31. 3., Uskoplje - koncert, Akademski sveučilišni zbor Mostar
- 3. 4., Bugojno - Beskonačnost kruga, izložba Antonija Džolana
- 9. 4., Novi Travnik - Večer sjećanja na Slobodana Langa
- 10. 4., Busovača - Priče iz Vukovara, predstava HNK Split
- 10. 4., Tomislavgrad - Šmizle, predstava GKM Vitez
- 15. 4., Fojnica - Kajališni sat, predstava HNK Mostar
- 16. 4., Kreševo - Rodijaci, komedija
- 21. 4., Vitez - Književna večer s Julienne Bušić
- 24. 4., Travnik - Najbolje godine Đuke Begovića, predstava Teatra Erato
- 27. 4., Jajce - Brat magarac, predstava HNK Mostar
- 28. 4., Žepče - Brat magarac, predstava HNK Mostar
- 25. 4., Travnik - koncert, Tomislav Bralić i klapa Intrade[9]

### 2017.
- 24. 3., Fojnica - Izložba djela Društva hrvatskih likovnih umjetnika FBiH
- 26. 3., Bugojno - Ljudi i vrijeme, promocija knjige Zvonimira Čilića
- 31. 3., Jajce - Govorite li hrvatski?, monodrama Joška Ševe
- 1. 4., Busovača - Govorite li hrvatski?, monodrama Joška Ševe
- 7. 4., Deževice, Kreševo - Zbornik radova o sv. Jakovu Markijskom, promocija
- 8. 4., Uskoplje - koncert, Rubinstein Klezmer Project
- 9. 4., Nova Bila, Travnik - Bijeli put, premijera filma
- 11. 4., Travnik - Godina dana od Travničke promemorije
- 19. 4., Novi Travnik - Sve o ženama, predstava HNK Mostar
- 20. 4., Žepče - Sve o ženama, predstava HNK Mostar
- 28. 4., Kreševo - O ljubavi, predstava HNK Mostar
- 5. 5., Usora - Kajališni sat, predstava HNK Mostar
- 12. 5., Zenica - Šmizle, predstava GKM Vitez
- 13. 5., Tomislavgrad - Svastike, predstava GKM Vitez
- 19. 5., Kiseljak - Najbolje godine, predstava Duška Valentića i Teatra Erato
- 21. 5., Dobretići- koncert, tamburaški sastav Zlatne žice
- 2. 6., Vitez - koncert, Gudački orkestar Banjalučke filharmonije[10]

### 2018.
- 4. 5., Vitez - Tko je ubio Zvonka Bušića, predstava
- 5. 5., Uskoplje - Tko je ubio Zvonka Bušića, predstava
- 12. 5., Dobretići - Abeceda književnosti i Otirač, predstave
- 12. 5., Novi Travnik - Ja koja imam nevinije ruke, predstava
- 13. 5., Busovača - Putevi duhana, projekcija filma
- 26. 5., Usora - Lude sedamdesete, predstava GKM Vitez
- 2. 6., Travnik - koncert, Gradski tamburaški orkestar Banja Luka
- 15. 6., Jajce - Ispit savjesti, predstava Roberta Kurbaše
- 17. 6., Žepče - Predstava Hamleta u selu Mrduša Donja, predstava HNK Mostar
- 21. 6., Bugojno - Druga strana rata, promocija knjige Velimira Bugarina
- 22. 6., Kreševo - koncert, Gudački orkestar Banjalučke filharmonije
- 28. 6., Kiseljak - koncert, Ansambl narodnih plesova i pjesama Hrvatske LADO

### 2019.
(nepotpun popis)
- 9. 5., Novi Travnik - Vukovarsko svjetlo, predstava[11]
- 11. 5., Kiseljak - Vukovarsko svjetlo, predstava[12]
- 16. 5., Vitez - Korak do Bosne, predstava[13]
- 18. 5., Travnik - Ljubuški: oaza u svjetlu, izložba slika[14]
- 19. 5., Fojnica - Lova iz snova, predstava GKM Vitez[15]
- 5. 6., Busovača - Čarobno jezero, promocija knjige Ivane Zekić
- 6. 6., Kreševo - Marija Magdalena, predstava Frame Kreševo
- 7. 6., Dobretići - koncert, tamburaški sastav Zlatne žice
- 9. 6., Uskoplje - Lova iz snova, predstava GKM Vitez[16]
- 11. 6., Sarajevo - Ljudi i vrijeme, promocija knjige Zvonimira Čilića[17]
- 13.6., Bugojno - predstava Ona dolazi i koncert, tamburaški sastav HKD Napredak Bugojno Zlatne žice[18]
- 14. 6., Jajce -  izložba Proljetni salon i koncert Hrvojev grad[19]